# تيفاني هوانغ
ستيفاني يونغ هوانغ (بالإنجليزية: Stephanie Young Hwang) المعروفة باسمها الفني تيفاني أو تيفاني هوانغ (ولدت في 1 أغسطس 1989). هي مغنية كورية جنوبية-أمريكية، وعضوة في فرقة جيرلز جينيريشن والمعرفة بSNSD وممثلة ومقدمة برامج وعارضة.

## حياتها
ولدت تيفاني في سان فرانسيسكو، ونشأت في بار دايموند، في كاليفورنيا، لديها ثلاثة أشقاء، ولدت في نفس المستشفى الذي ولدت فيه زميلتها في الفرقة جيسيكا، وقد عرفت بصوتها الجميل مما جعلها تفوز بالكثير من الجوائز قبل الترسيم، التحقت بشركة إس إم سنة 2004 بعد الاختبار الذي قامت به الشركة في لوس انجلوس وهي تتحدث الإنجليزية والكورية بطلاقة وقد تدربت لمدة 3 سنوات و7 أشهر قبل ظهورها لأول مرة، عاشت مع عضوة فرقتها تايون لمدة 3-2 شهور قبل التبني. قامت بالتمثيل في مسرحية تدعى الشهرة. وقامت بالـMCing مع يوري عضوة في فرقتها في 2010 لبرنامج ميوزك كور، وبعدها مع الفرقة الفرعية TTS التي تتألف من سوهيون وتايون وتيفاني وانتهى في 2012. قامت بإطلاق فيديو موسيقي مع الفرقة الفرعية تاتيسو التي تتألف من تايون وسوهيون وتيفاني مع ألبوم مصغر يدعى "TWINKLE".
بدأت تيفاني انطلاقتها المنفردة من خلال إصدارها لألبومها المصغر I Just Wanna Dance بتاريخ 11 مايو والذي يتضمن 6 أغاني بالإضافة إلى الفيديو كليب الخاص بأغنيتها الرئيسية التي تحمل نفس اسم الألبوم.
في تاريخ 9 أكتوبر 2017 قررت تيفاني وسويونغ وسيوهيون عدم تجديد عقودهن مع وكالة إس إم إنترتينمنت. فأن تيفاني تخطط لترك كوريا الجنوبية من أجل دراسة التمثيل في الولايات المتحدة. أما سويونغ وسوهيون فقد قيل بأنهما تخططان للتركيز على مسيرتهما المهنية كممثلتين تحت إدارة وكالات جديدة.
في 14 مارس 2018 أصدرت تيفاني غلاف لأغنية «تذكرني» من فيلم كوكو تحت اسمها الفني الجديد «تيفاني يونغ».
في 13 يونيو 2018 وقعت تيفاني عقداً مع وكالة «باراديام الأمريكية» التي تضم العديد من الفنانين الأمريكيين مثل: إد شيران وذا بلاك آيد بيز وكولدبلاي وفون وجانيل موناي وجيسون مراز وديف ماتيوس والمزيد.

## ديسكوغرافيا

### الألبومات المصغرة
- أي جست وانا دانس (2016)[7]

## فيلموغرافيا
مسلسلات تلفزيونية
| عام  | اسم العمل             | القناة      | الدور                                 | ملاحظة                | المراجع |
| ---- | --------------------- | ----------- | ------------------------------------- | --------------------- | ------- |
| 2008 | زواج لا يمكن ايقافه   | كي بي اس 2  | جماعة الأميرات السبع في بولغوانغ دونغ | ظهور خاص: الحلقة (64) |         |
| 2015 | المنتجون              | كي بي اس 2  |                                       | ظهور خاص: الحلقة 1    | [ 8 ]   |
| TBA  | الابن الأصغر للمجموعة | جي تي بي سي |                                       | دور داعم              | [ 9 ]   |
| 2024 | العم سامسيك           | ديزني+      |                                       |                       |         |

## الجوائز والترشيحات
| السنة | الجائزة                             | الفئة                              | العمل المرشح       | النتيجة |
| ----- | ----------------------------------- | ---------------------------------- | ------------------ | ------- |
| 2008  | جوائز إمنيت الأختيارية الـ20        | الفتاة المدرسية المثيرة            | نفسها              | رُشِّح     |
| 2009  | جائزة إمنيت للموسيقى الآسيوية الـ11 | أفضل أو أس تي                      | أغنية "By Myself"  | رُشِّح     |
| 2011  | جوائز إم بي سي الترفيهية            | جائزة خاصة: مقدمة الحفلة (مع يوري) | شوو! أوماك جونشيم  | فوز     |
| 2016  | جائزة إمنيت للموسيقى الآسيوية الـ18 | أفضل أداء بالرقص                   | "أي جست وانا دانس" | رُشِّح     |
| 2016  | جائزة إمنيت للموسيقى الآسيوية الـ18 | أغنية السنة                        | "أي جست وانا دانس" | رُشِّح     |

### البرامج الموسيقية
ذا شوو
| التاريخ     | الأغنية            | النتيجة |
| ----------- | ------------------ | ------- |
| 2016 May 17 | "أي جست وانا دانس" | فوز     |

شو تشامبيون
| السنة | التاريخ | الأغنية           | النتيجة |
| ----- | ------- | ----------------- | ------- |
| 2016  | 18 مايو | أي جاست وانا دانس | فوز     |

## روابط خارجية
- تيفاني هوانغ على موقع IMDb (الإنجليزية)
- تيفاني هوانغ على موقع ميوزك برينز (الإنجليزية)
- تيفاني هوانغ على موقع أول ميوزيك (الإنجليزية)
- تيفاني هوانغ على موقع ديسكوغز (الإنجليزية)
- تيفاني هوانغ على موقع قاعدة بيانات الفيلم (الإنجليزية)